# پیر براسور
پیر براسور (فرانسوی: Pierre Brasseur‎؛ ۲۲ دسامبر ۱۹۰۵ – ۱۶ اوت ۱۹۷۲) یک هنرپیشه اهل فرانسه بود. وی بین سال‌های ۱۹۲۰ تا ۱۹۷۲ میلادی فعالیت می‌کرد.
از فیلم‌هایی که وی در آنها نقش داشته‌است می‌توان به دروازه‌های پاریس، شگفت انگیزترین شب زندگیم، کارتاژ در شعله‌های آتش، جوزپه وردی و گوتو، جزیره عشق اشاره کرد.